# دردسر با بلیس
دردسر با بلیس (به انگلیسی: The Trouble with Bliss) فیلمی محصول سال ۲۰۱۲ و به کارگردانی مایکل نولز است. در این فیلم بازیگرانی همچون مایکل سی هال، کریس مسینا، بری لارسون، پیتر فوندا و لوسی لیو ایفای نقش کرده‌اند.